# 布鲁斯·麦克米伦
布鲁斯·麦克米伦（英語：Bruce McMillan，1942年6月29日—），新西兰男子射击运动员。他曾代表新西兰参加1974年英联邦运动会射击比赛，获得一枚铜牌。他也曾参加1972年夏季奥林匹克运动会。